# Xiaoyuesi
Xiaoyuesi (kinesiska: 小岳寺, 小岳寺乡) är en socken i Kina. Den ligger i provinsen Henan, i den centrala delen av landet, omkring 160 kilometer sydost om provinshuvudstaden Zhengzhou. Antalet invånare är 26 951. Befolkningen består av 14 607 kvinnor och 12 344 män. Barn under 15 år utgör 33 %, vuxna 15-64 år 57 %, och äldre över 65 år 9,0 %.
Genomsnittlig årsnederbörd är 984 millimeter. Den regnigaste månaden är augusti, med i genomsnitt 180 mm nederbörd, och den torraste är januari, med 10 mm nederbörd.